# Wytwórnia Sprzętu Komunikacyjnego „PZL-Kalisz”
Wytwórnia Sprzętu Komunikacyjnego „PZL-Kalisz” (WSK „PZL-Kalisz”) – przedsiębiorstwo przemysłu elektromaszynowego, spółka akcyjna z siedzibą w Kaliszu, założone w 1941, znacjonalizowane w 1946, sprywatyzowane w 1996; producent silników lotniczych, m.in. ASz-62IR i AI-14R oraz zespołów do silnika TWD-10B.

## Historia
Zakłady powstały w 1941 roku w okupowanym przez Niemcy Kaliszu jako Zollern-Werke-Weser Flug. Zajmowały się produkcją cylindrów dla silników samochodów ciężarowych. Po II wojnie światowej, w 1946 roku fabryka została znacjonalizowana jako mienie poniemieckie i przekształcona w przedsiębiorstwo państwowe Państwowe Zakłady Samochodowe, przemianowane w 1949 na Zakłady Sprzętu Samochodowego i Kaliskie Zakłady Naprawy Samochodów, zajmujące się remontami silników i wytwarzaniem ich części.
W 1952 roku władze zdecydowały o zmianie profilu na produkcję silników lotniczych. Zakłady na krótko zmieniły nazwę na Wytwórnia Sprzętu Komunikacyjnego Delta (WSK Delta), a następnie na ostateczną Wytwórnia Sprzętu Komunikacyjnego „PZL-Kalisz”. Zatrudnienie sięgało 5700 osób. Produkowano silniki na licencji radzieckiej, jako pierwsze M-11D i FR (do samolotów m.in. CSS-13, Jak-18, LWD Junak). W 1956 roku rozpoczęto produkcję silnika AI-14 R (roczna produkcja sięgała 100-120) do samolotów Jak-12, PZL-101 Gawron, PZL-104 Wilga.
Od 1961 roku zakłady produkują silnik ASz-62IR, na licencji radzieckiej, który stał się ich głównym produktem – wielkość produkcji sięgała ok. 1200 sztuk rocznie. Od 1971 roku do lat 80. produkowano też silniki turboodrzutowe Lis-2 i Lis-5, dla myśliwców rodziny Lim. W latach 80. w kooperacji z PZL-Rzeszów wdrożono licencyjne silniki turbinowe TWD-10B dla samolotów PZL An-28, których produkcji zaprzestano w 1991. Produkowano też podzespoły silników czołgowych S-11, S-12 i S-12U oraz na zamówienie radzieckie elementy mechanizacji płata samolotów Ił-86 i Ił-96. Od 1987 roku zakłady były dostawcą kół zębatych dla kanadyjskiej firmy Pratt & Whitney Canada.

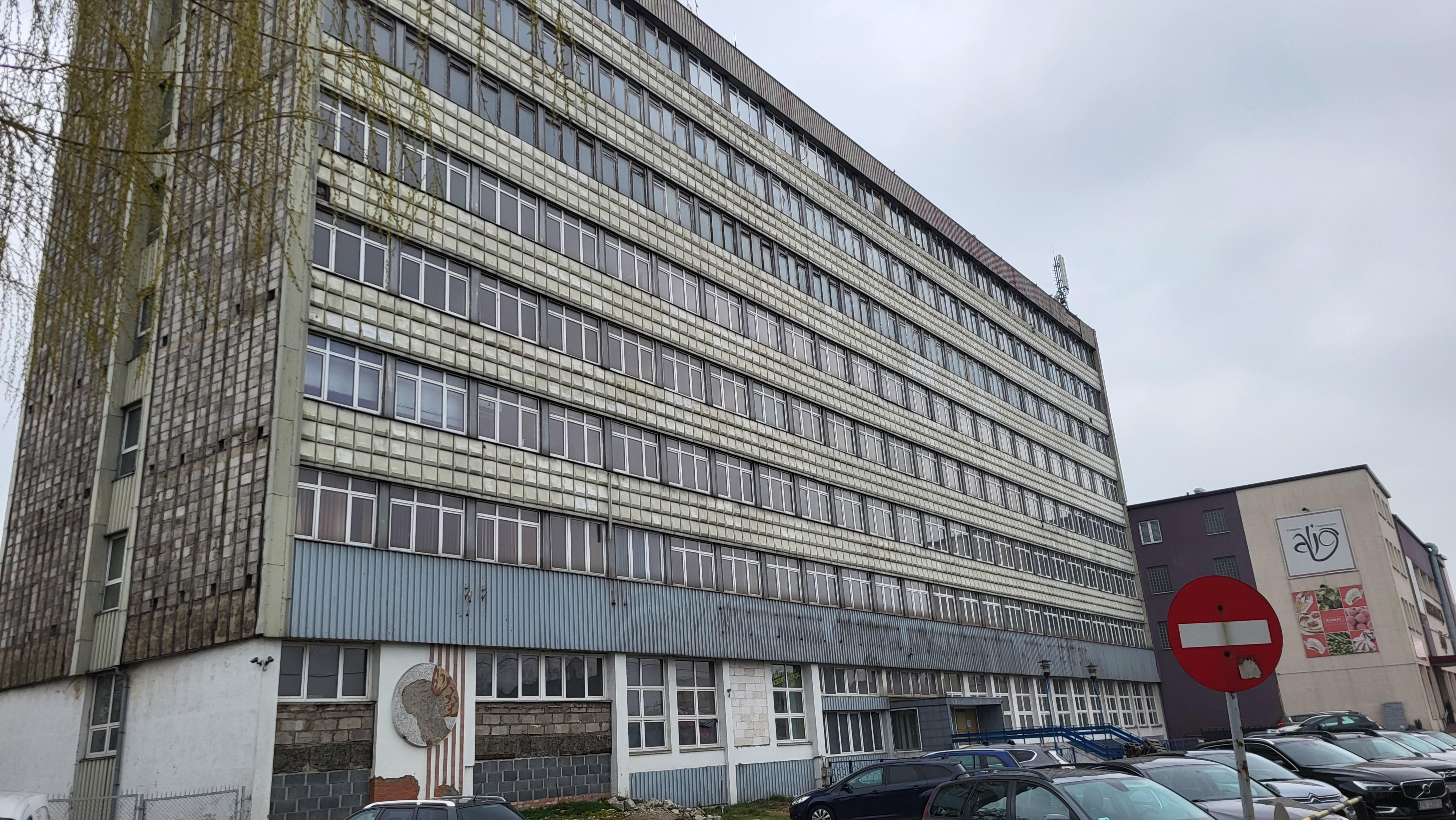
Dawny biurowiec WSK, sprzedany w 2022 roku

W latach 90. w związku z transformacją ekonomiczną w Polsce i załamaniem eksportu na rynki byłych państw socjalistycznych (ok. 90% produkcji), zakład znalazł się w trudnej sytuacji ekonomicznej. W 1992 roku na bazie części majątku i załogi WSK utworzono spółkę joint-venture z firmą Pratt & Whitney Canada, tworząc Pratt & Whitney Kalisz Sp. z o.o. (później jedynym jej udziałowcem pozostało Pratt & Whitney Canada). Początkowo do nowej spółki wniesiono jedną halę, później sprzedano jej dwa dalsze budynki. Same zakłady WSK „PZL-Kalisz” dostosowały produkcję do norm zachodnich i rozpoczęły dostawy podzespołów dla dużych firm lotniczych, m.in. dla Airbusa, Pratt & Whitney i Boeinga, produkując głównie koła zębate. Pozostały także poddostawcą dla Pratt & Whitney Kalisz SA. 27 sierpnia 1996 sprywatyzowano zakłady, podpisując akt przekształcenia przedsiębiorstwa państwowego WSK „PZL-Kalisz” w spółkę akcyjną o tej samej nazwie.
W 2017 roku produkcja podzespołów lotniczych dla innych firm zajmowała ok. 50% profilu zakładów, a produkcja silników 35%. Prowadzą one nadal produkcję silników ASz-62IR (od 2015 roku w zmodernizowanej w Kaliszu postaci ASz-62IR-16E z elektronicznym wtryskiem paliwa), oraz remonty produkowanych wcześniej silników. Opracowano też nowy własny silnik PZL-200 o mocy 280 KM, będący w fazie prób w 2017 roku. W 2017 roku zakłady zatrudniały 580 osób, w 2018 było to już 720.
Od 11 lipca 2024 roku prezesem zarządu przedsiębiorstwa jest Krzysztof Nosal, polityk PSL-u, który w latach 2006 - 2024 był starostą kaliskim. 